# NGC 420
NGC 420 je čočková galaxie v souhvězdí Ryb. Její zdánlivá jasnost je 12,2m a úhlová velikost 2,0′ × 1,8′. Je vzdálená 231 milionů světelných let, průměr má 130 000 světelných let. Galaxie je členem skupiny galaxií LGG 18, jejíž nejjasnější člen je NGC 452. Galaxii objevil 12. September 1784 William Herschel, v katalogu NGC je  popsána jako „slabá, dosti malá, okrouhlá, jasnější střed“.